# Muiredach mac Eochocáin
Muiredach mac Eochocáin (mort en 896) nommé également Muiredach mac Eochucáin est un roi d'Ulaid issu du Dál Fiatach dans l'actuel Ulster en Irlande du Nord. Il est le fils de Eochocán mac Áedo (mort en 883), un précédent roi d'Ulaid. Il règne comme leth-rí c'est-à-dire Demi-roi ou corégent d' Ulaid de 893 à 896
Son cousin et prédécesseur Bécc mac Airemóin ayant été tué en 893 par Aitíth mac Laigni (mort en 898) du Uí Echach Cobo. Il semble avoir régné conjointement avec Máel Mocheirge mac Indrechtaig (mort en 896) du Leth Cathail (Lecale) une lignée cadette du
Dal Fiatach. Muiredach tombe à son tour sous les coups d'Aitíth en 896. mais ce dernier doit partager le royaume d'Ulaid avec un compétiteur  Cenn Étig mac Lethlobair de la dynastie rivale du Dál nAraidi

## Sources
- Annales d'Ulster sur  sur University College Cork
- Chronicon Scotorum sur  sur University College Cork
- (en) Byrne, Francis John (2001), Irish Kings and High-Kings, Dublin: Four Courts Press  (ISBN 978-1-85182-196-9)